# Clube Safo
O Clube Safo (Aveiro, 1996) é uma organização de defesa dos direitos das mulheres lésbicas portuguesas.

## Fundação
Com origem na cidade de Aveiro, em Janeiro de 1996, fruto do empenhamento de um pequeno grupo de lésbicas sensível à necessidade da criação de um espaço de diálogo e partilha.
Deste primeiro encontro onde se juntaram uma dezena de amigas, à primeira passagem de ano que reuniu meia centena de mulheres, o movimento foi crescendo, dando lugar a encontros bimestrais por todo o país, espaços de convívio e debate.
O primeiro número do boletim “Zona Livre” sai em Setembro de 1996; está criado um meio de comunicação e divulgação de ideias entre todas as lésbicas que o lêem e nele participam.
Os encontros, as passagens de ano e os acampamentos de Verão sucedem-se e a dinâmica do clube ultrapassa fronteiras ao mesmo tempo que, em Portugal, se vai envolvendo mais e mais na acção política, social e cultural concertada, consistente e continuada, dentro do movimento LGBT.
Em 15 de Fevereiro de 2002, no Segundo Cartório Notarial de Santarém, realiza-se a escritura pública de constituição oficial como associação.
Depois de um período conturbado em 2010, em que se previu a sua dissolução, o Clube renasceu em 2011, com outra direcção.